# Hanul Caragea din Cârligi
Hanul Caragea este un monument istoric aflat pe teritoriul satului Cârligi, comuna  Ștefan cel Mare, județul Neamț și a fost ridicat în secolul XIX. Figurează pe lista monumentelor istorice  cod LMI NT-II-m-B-10605.

## Istoric și trăsături
Fostul han se află la intrarea în satul Cârligi. A fost construit în secolul al XIX-lea, din cărămidă tencuită, având un foișor deasupra intrării. În prezent este locuință particulară.

## Imagini

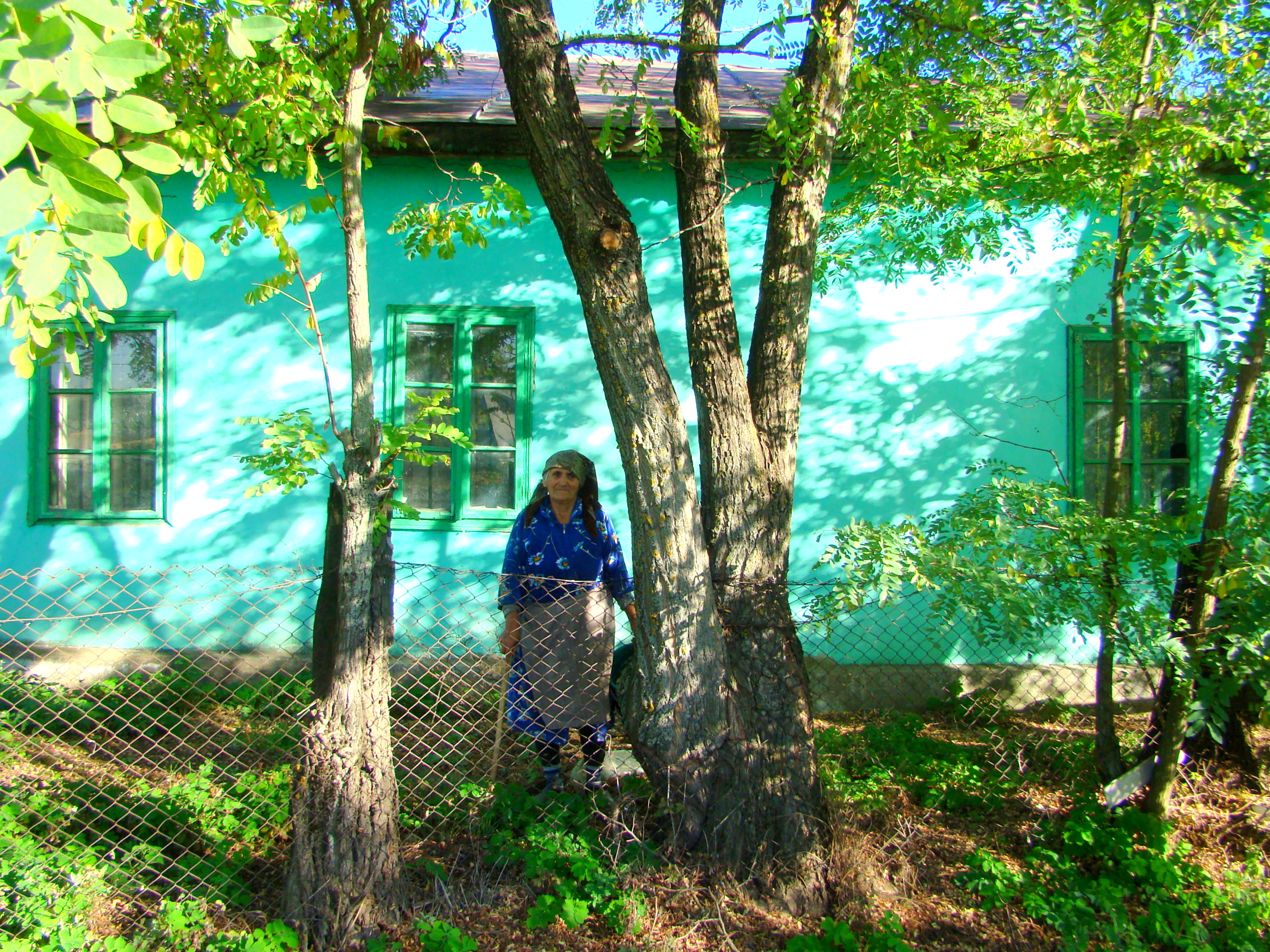
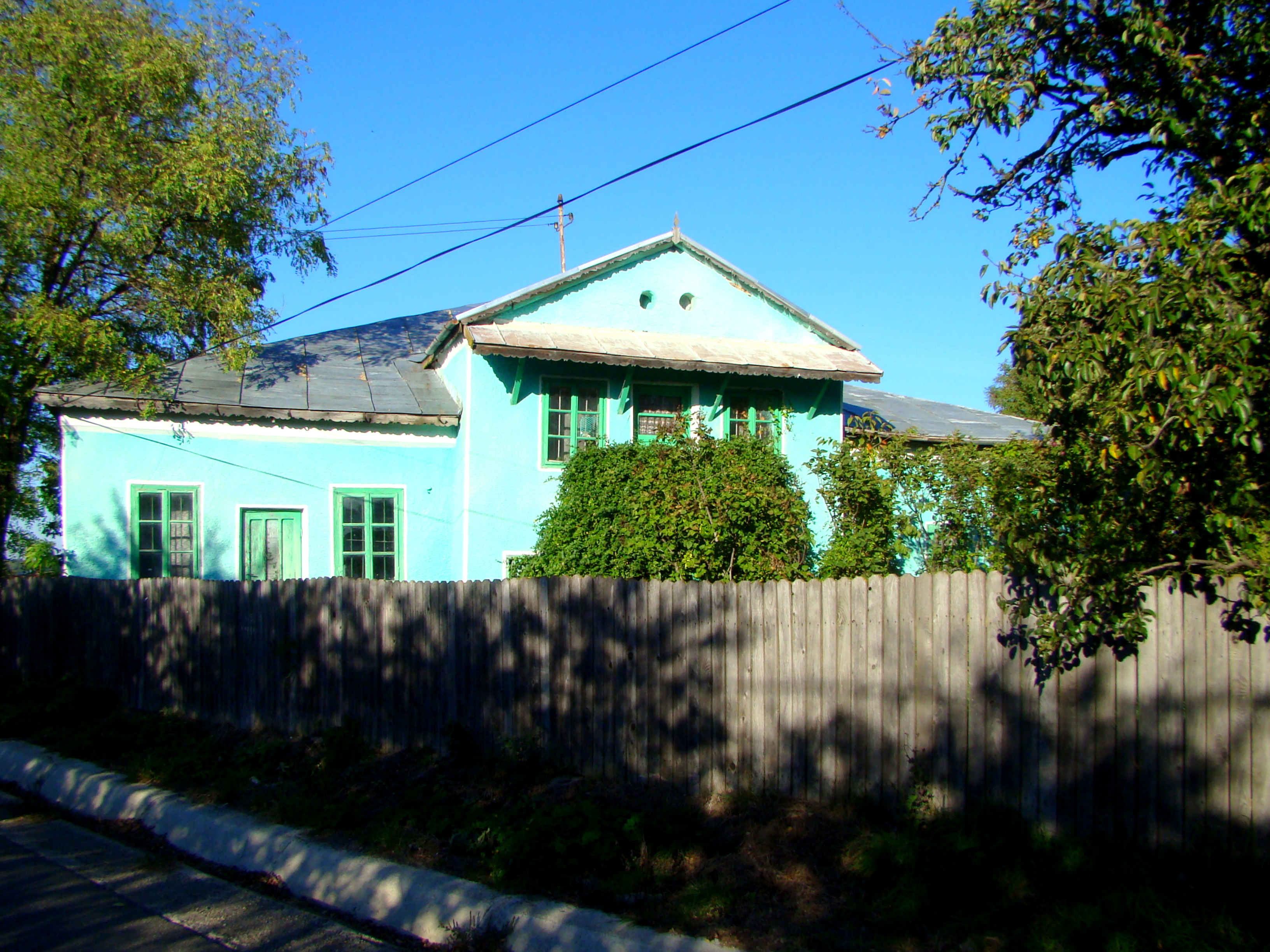
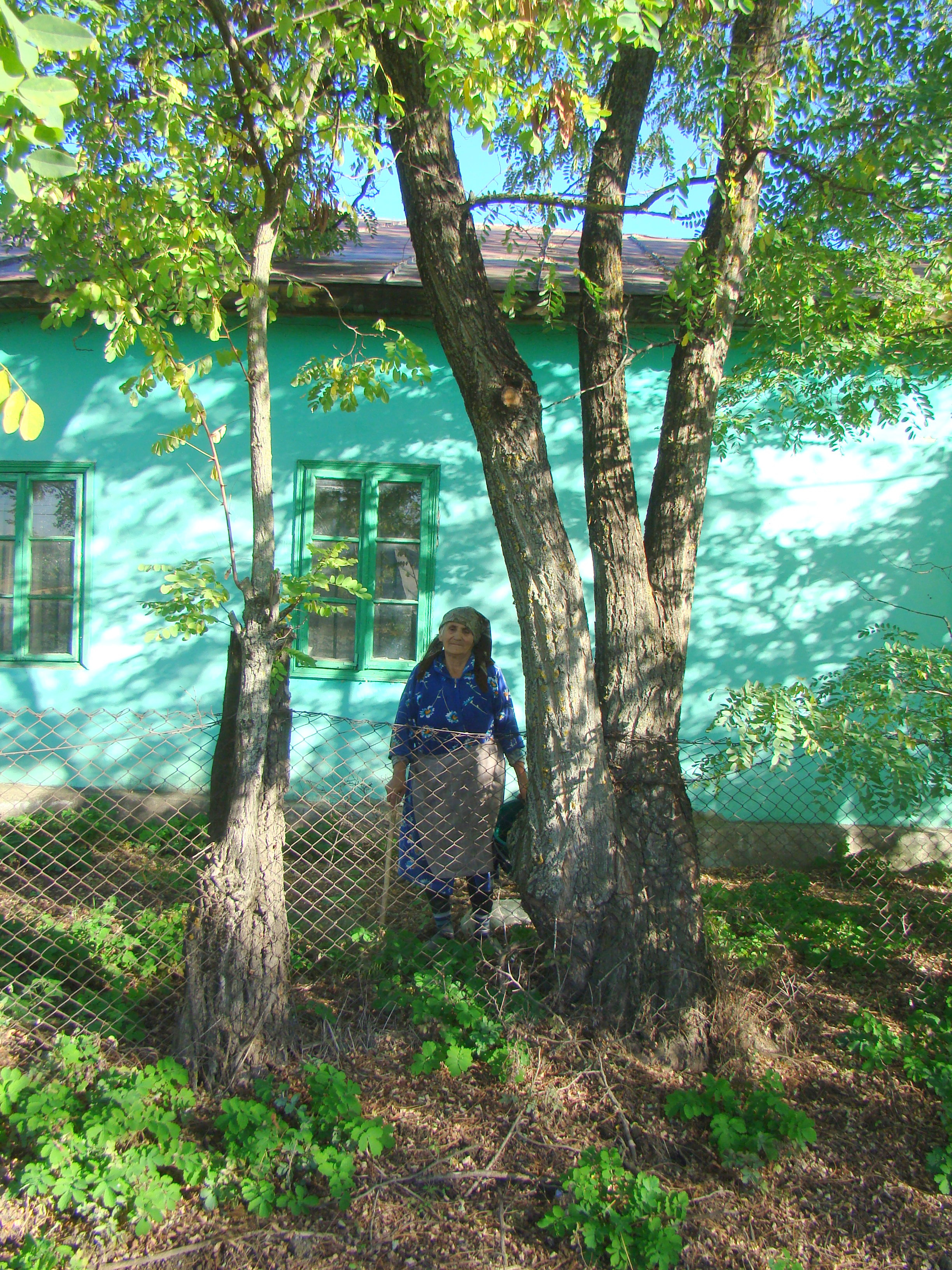
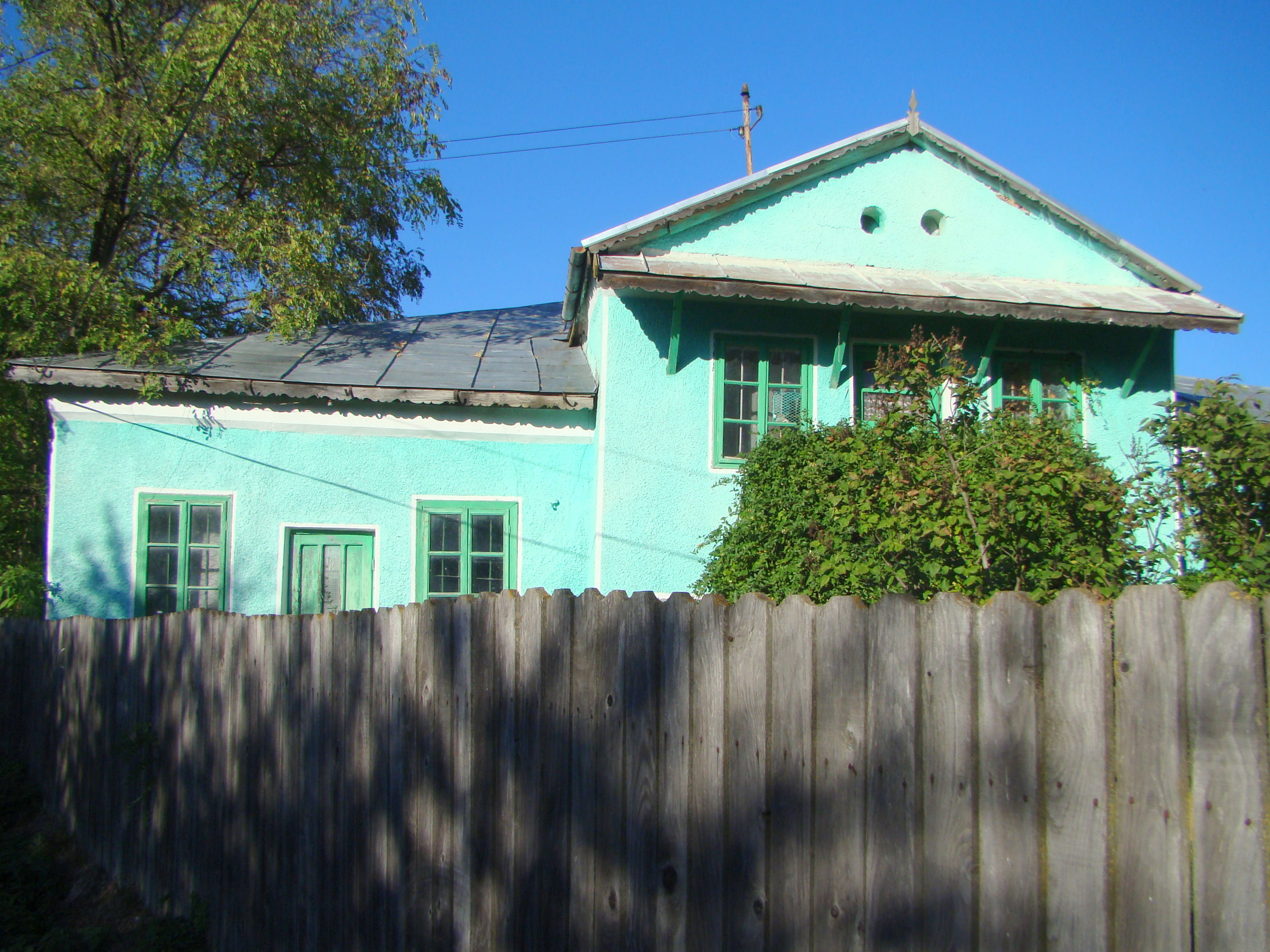
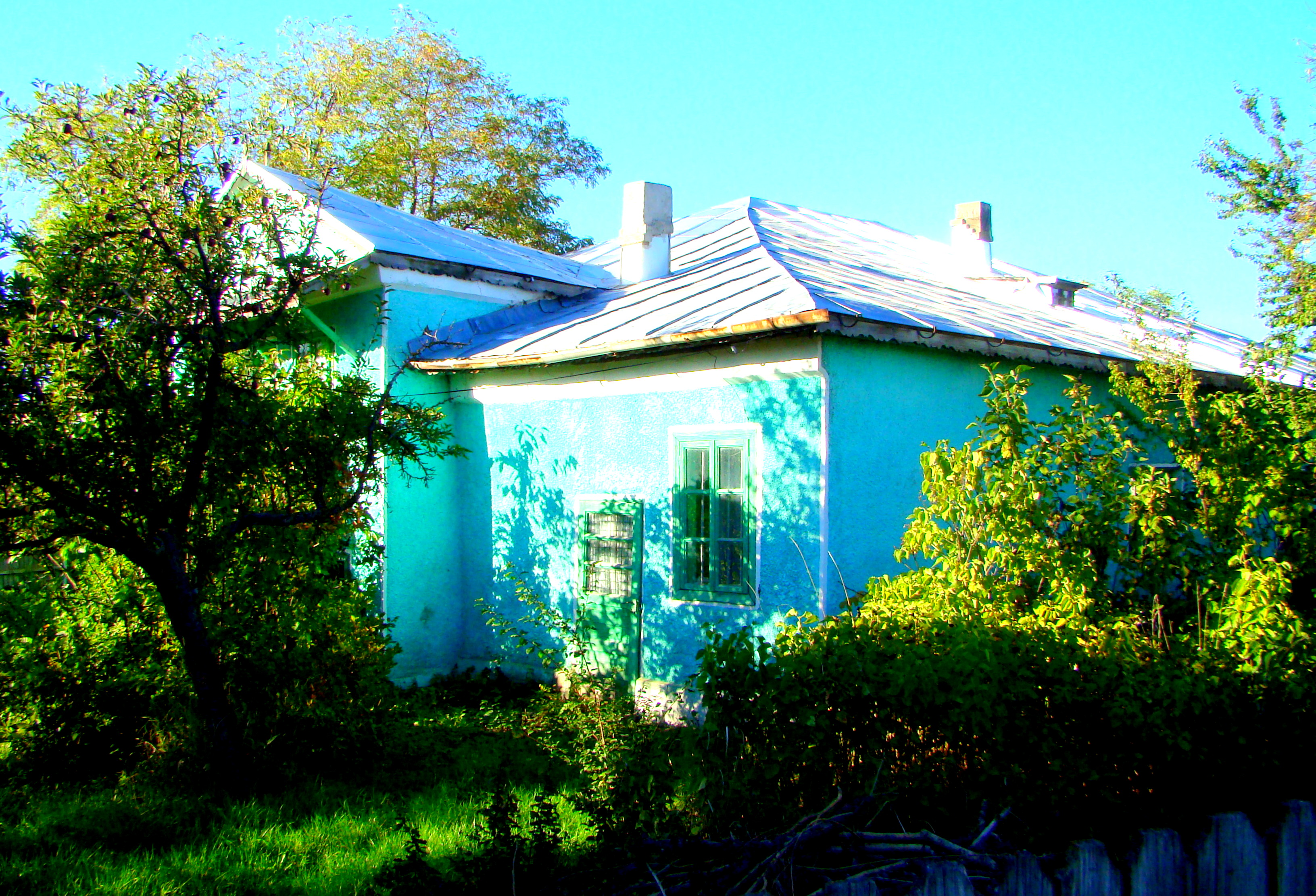
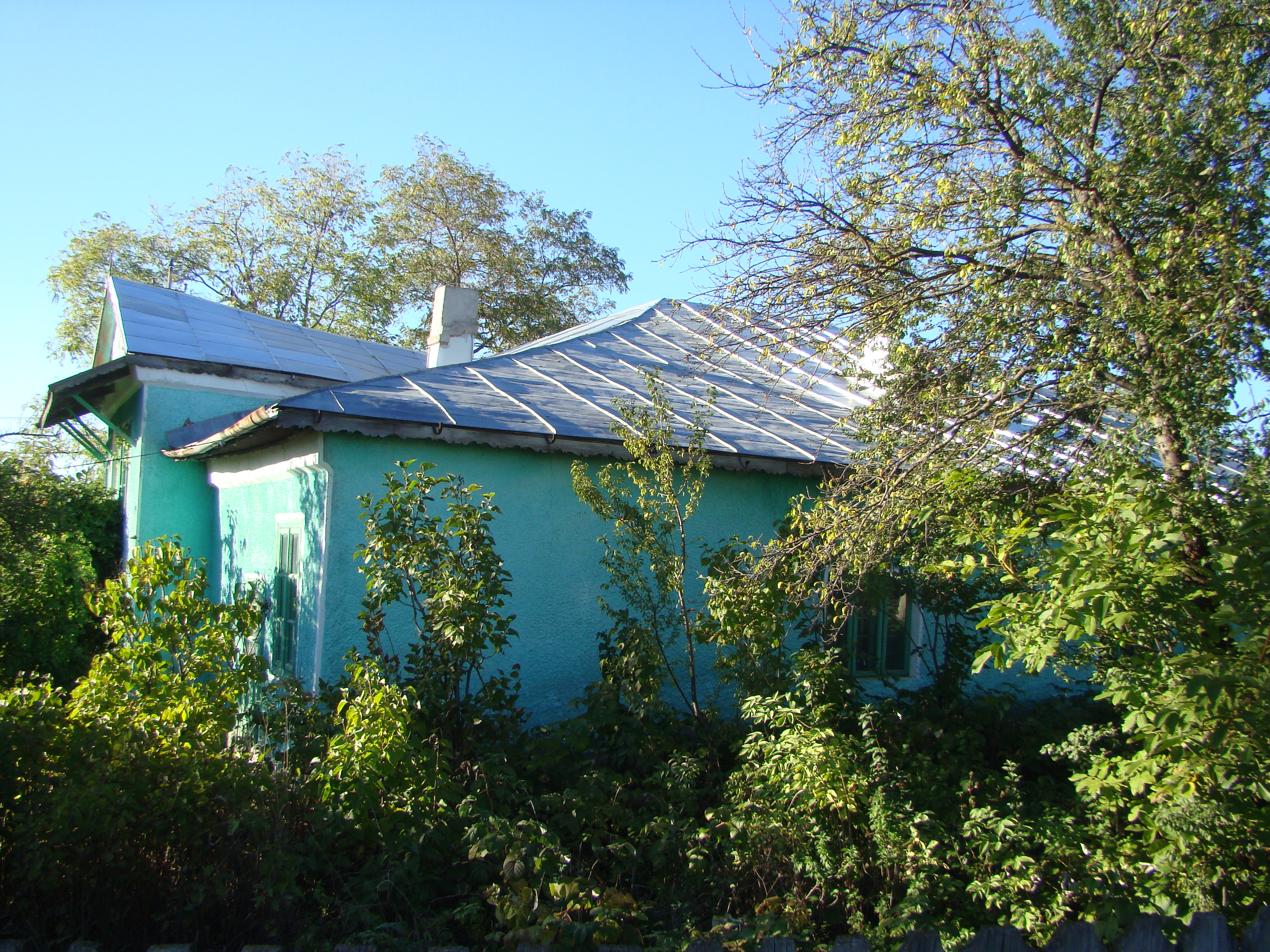
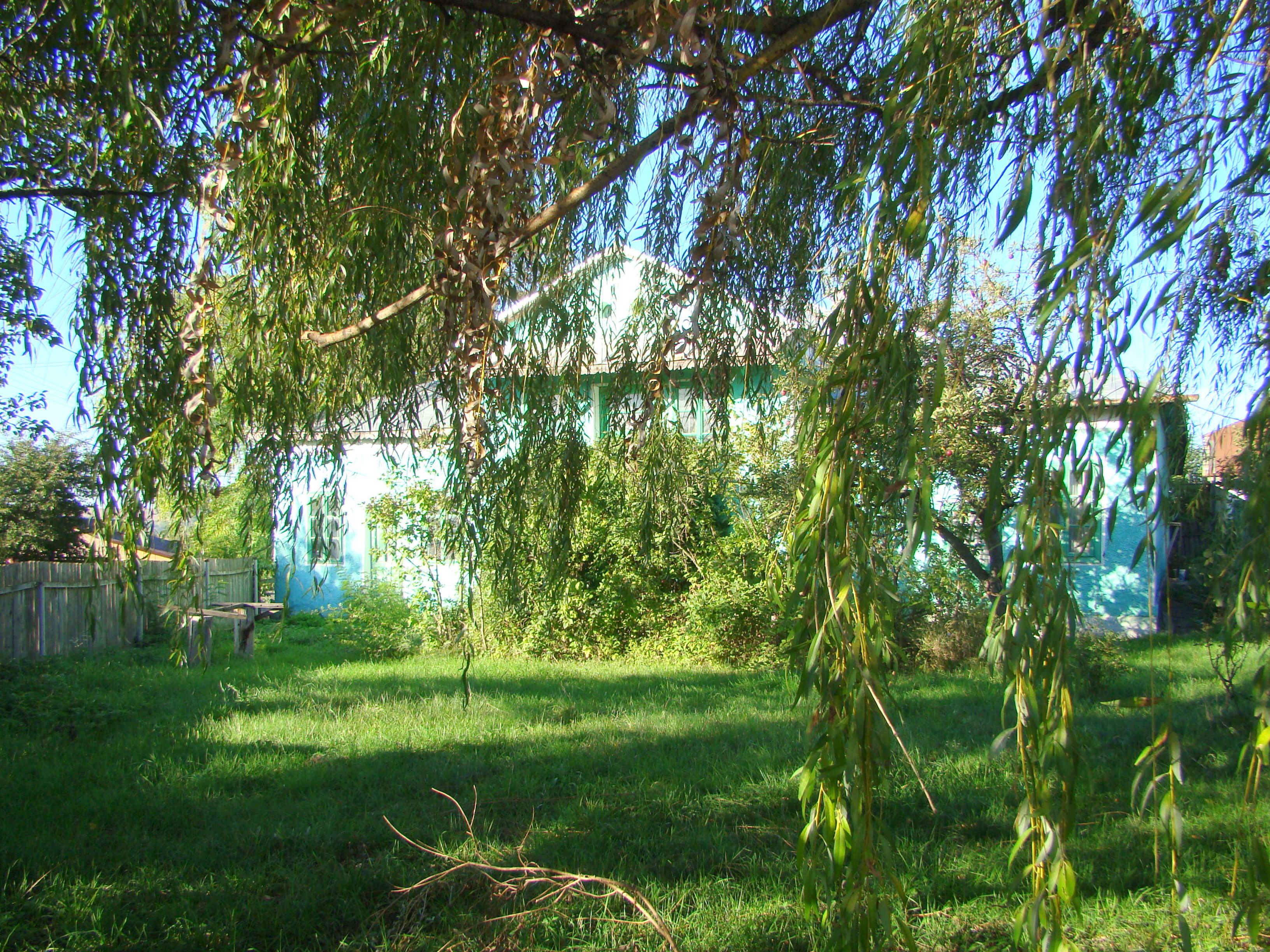
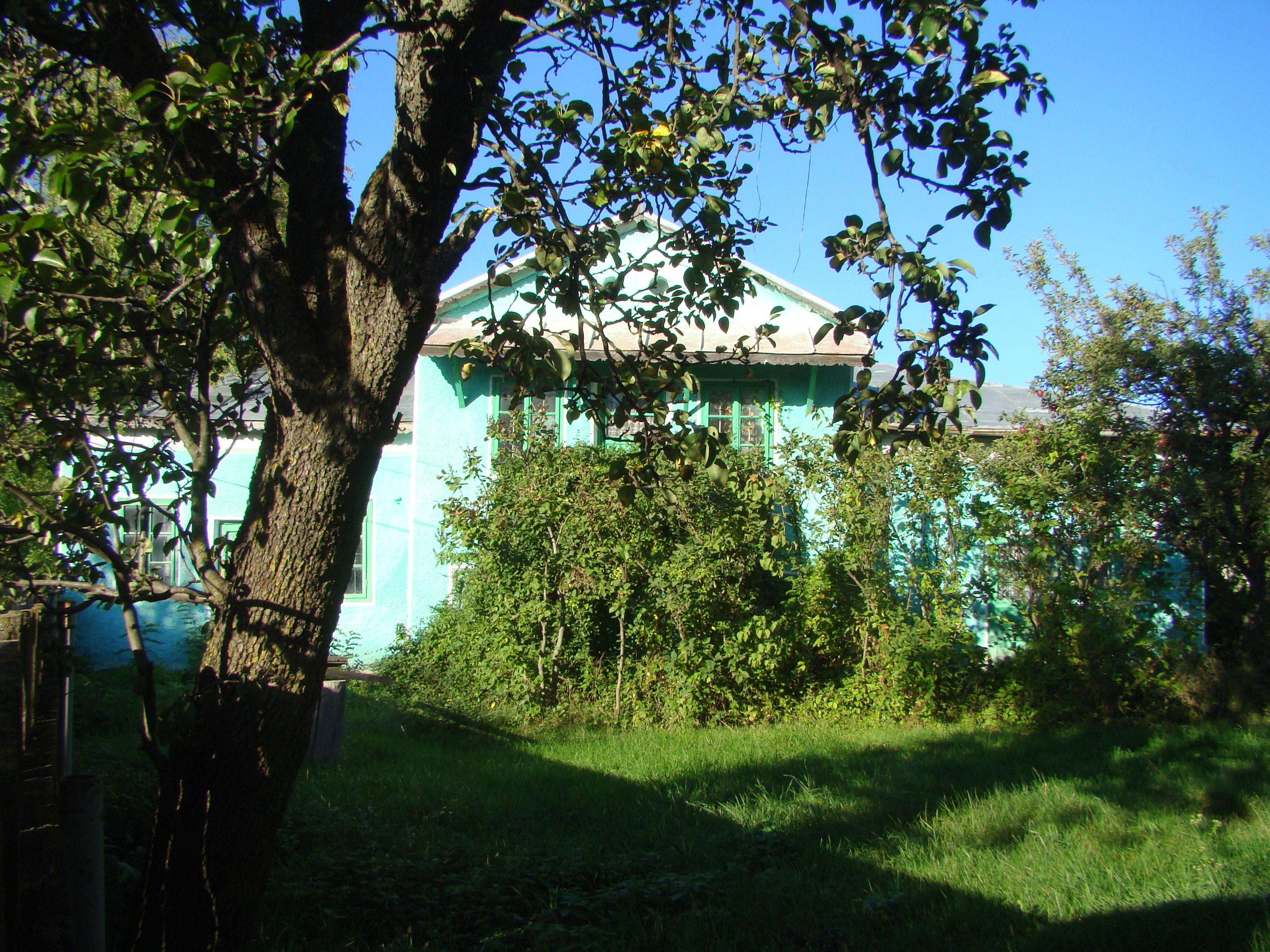